# Alex Geert Castermans
Alex Geert Castermans (Brielle, 1962) is een Nederlands jurist. Castermans is hoogleraar burgerlijk recht aan de Universiteit Leiden.
Castermans volgde het gymnasium-bèta aan het Maerlant Lyceum te Den Haag, waar hij in 1980 eindexamen deed. Hij studeerde rechten aan de Universiteit Leiden van 1980 tot 1985. Na zijn studie werd hij universitair docent aan de Leidse rechtenfaculteit; hij promoveerde daar op 2 december 1992 op het proefschrift De mededelingsplicht in de onderhandelingsfase; promotor was Hans Nieuwenhuis.
Na zijn promotie werd Castermans advocaat bij Pels Rijcken & Droogleever Fortuijn te Den Haag, gespecialiseerd in arbeids- en ambtenarenrecht en in de cassatiepraktijk. In 1998 trad hij toe tot de maatschap van het kantoor. Van 2004 tot 2008 was hij voorzitter van de Commissie Gelijke Behandeling.
Met ingang van 1 september 2007 werd Castermans benoemd tot hoogleraar burgerlijk recht aan zijn alma mater. Hij hield zijn oratie, getiteld De burger in het burgerlijk recht of De eigenschappen van perensap, op 1 november 2008. Van 2011 tot 2014 was hij vicedecaan voor onderzoek van de rechtenfaculteit; van 2015 tot 2019 wetenschappelijk directeur van het instituut voor privaatrecht. Zijn onderzoek betreft met name het aansprakelijkheidsrecht en "maatschappelijk verantwoord ondernemen".
- Gemeinsame Normdatei: 172752280
- International Standard Name Identifier: 0000 0000 3981 4993
- Library of Congress Control Number: n93025083
- Nederlandse Thesaurus van Auteursnamen: 072489197
- ORCID: 0000-0002-3422-1130
- Système universitaire de documentation: 198625324
- Virtual International Authority File: 4139665